# Erik Bergvall
Erik Gustaf Bergvall (Västerfärnebo, 7 de abril de 1880 - Bromma, 4 de febrero de 1950) fue un jugador de waterpolo sueco.

## Biografía
Erik Gustaf Bergvall fue un jugador de waterpolo sueco que ganó la medalla de bronce en las olimpiadas de Londres de 1908. Como árbitro de waterpolo, Bergvall arbitró la final de las olimpiadas de Estocolmo en 1912 entre Gran Bretaña y Austria y también arbitró varios partidos en Amberes 1920. 
Fue uno de los fundadores de la FINA en 1908 y miembro asociado de la board en 1928. Los últimos cuatro años fue el presidente de la FINA. Fue también uno de los fundadores de la Liga Europea de Natación en 1927. Bergvall también fue el fundador de la Federación Sueca de Natación en 1904, como secretario de 1904 a 1908 y como presidente de 1909 a 1932.
Trabajó como periodista principalmente para el periódico Nordiskt Idrottslif y fue editor de varios libros, entre otros el informe oficial de las olimpiadas de Estocolmo de 1912. Introdujo el Sistema de competición Bergvall animando a los deportistas a una conducta lo más deportiva posible.

## Clubes
- Stockholms KK ( Suecia)

## Títulos
Como jugador de la selección sueca de waterpolo:
- Medalla de bronce en los juegos olímpicos de Londres 1908